# Лифсон, Шнеур
Шнеур Лифсон (ивр. שניאור ליפסון‎;
18 марта 1914, Тель-Авив — 22 января 2001) — израильский физикохимик, научный директор Института Вейцмана, основатель и первый ректор Открытого университета Израиля, лауреат Премии Израиля за 1969 год в области биологических наук, член Национальной академии наук Израиля (1999).

## Биография
Родился в 1914 году в Тель-Авиве в семье выходцев из России. Семьи родителей прибыли из Санкт-Петербурга в османскую Палестину в 1907—1908 годах и первоначально проживали в Яффе, перебравшись в Тель-Авив после его основания и открыв там пансион.
В 1931 году окончил гимназию «Герцлия». Присоединился к организации «Ха-шомер ха-цаир», в 1932 году участвовал в создании в долине Бейт-Шеан первого кибуца этой организации — Нир-Давид (первоначальное название Тель-Амаль) — и прожил в нём около семи лет. С 1939 стал учителем естественных наук в школе Мишмар-ха-Эмека.
В 1942 году стал членом «Пальмаха» В 1943 году поступил в Еврейский университет в Иерусалиме, где изучал физику и математику, окончив его незадолго до Войны за независимость Израиля. Во время Войны за независимость пошёл добровольцем в научные войска Армии обороны Израиля и работал в Реховоте над созданием новых видов оружия. Его командиром в это время был Аарон Кацир (Качальский) — глава отделения полимеров Института Вейцмана. Под влиянием Кацира и под его научным руководством Лифсон в 1949 году начал работу в Институте Вейцмана над докторской диссертацией. Он вёл исследования динамических свойств больших (прежде всего биологических) молекул на основе принципов статистической механики и в 1952 году защитил диссертацию в Еврейском университете в Иерусалиме (тема диссертации — «Свободная электростатическая энергия полиэлектролитических растворов»).
В 1954 году получил стипендию имени Вейцмана и год провёл на стажировке в США и Нидерландах. В 1958 году стал адъюнкт-профессором Института Вейцмана. С созданием научного совета Института Вейцмана Лифсон стал его первым председателем, занимал должность научного директора института с 1963 по 1967 год, а в 1973 году возглавил отделение химической физики. Лифсон стал одним из первых учёных, начавших анализировать динамику больших молекул на атомарном уровне с использованием компьютеров, и стоял у истоков теоретических разработок, далее развитых будущими Нобелевскими лауреатами М. Левиттом и А. Варшелем.
В 1959 году за свои исследования статистической механики полимеров стал лауреатом премии имени Вейцмана за научные достижения, присуждаемой мэрией Тель-Авива (1959). В 1969 году удостоен Премии Израиля за вклад в раскрытие связей между силами, действующими в биологических молекулах, и структурой и стабильностью этих молекул. В мае следующего года Лифсон возглавил комиссию, учрёждённую министром образования Игалем Алоном для изучения состояния послешкольного образования в Израиле. Комиссия представила свои выводы в марте 1971 года. Её рекомендации включали формирование сети региональных колледжей, которая должна была обеспечить возможности профессионального образования вне рамок уже существующих в Израиле университетов, и основание открытого университета по образцу созданного в Великобритании. Обучение в этом вузе должно было стать заочным и опираться на фронтальную подачу материала с помощью радио, рассредоточенную сеть региональных учебных центров и прямую переписку студентов с преподавателями.
Лифсон стал сторонником идеи формирования открытого университета на основе Института Вейцмана, однако в итоге руководство института отклонило это предложение, и вместо этого опорой нового вуза стало кибуцное движение Израиля. В 1974 году Лифсон стал первым ректором Открытого университета Израиля. Он также продолжал возглавлять отделение химической физики Института Вейцмана до 1978 года.
В 1999 году избран членом Национальной академии наук Израиля (отделение естественных наук). Почётный гражданин Тель-Авива (2000). Скончался в январе 2001 года, похоронен в кибуце Мишмар-ха-Эмек.